# Xã Boston, Quận Washington, Arkansas
Xã Boston (tiếng Anh: Boston Township) là một xã thuộc quận Washington, tiểu bang Arkansas, Hoa Kỳ. Năm 2010, dân số của xã này là 392 người.